# Winsted (Minnesota)
Winsted – miasto w Stanach Zjednoczonych, w stanie Minnesota, w hrabstwie McLeod.